# Syzyniusz
Syzyniusz (zm. 4 lutego 708 w Rzymie) – 87. papież w okresie od 15 stycznia 708 do 4 lutego 708.

## Życiorys
Z pochodzenia był Syryjczykiem, synem Jana. Gdy został wybrany w październiku 707 roku, był już w zaawansowanym wieku i poważnie chorował na podagrę. Został zatwierdzony trzy miesiące po wyborze, przez egzarchę raweńskiego.
Jego pontyfikat trwał zaledwie 20 dni i był jednym z najkrótszych w dziejach papiestwa.
Był autorem projektu gromadzenia wapna w celu odrestaurowania murów Rzymu, zniszczonych w wyniku najazdów Longobardów i Saracenów. Wyświęcił biskupa Korsyki.
Został pochowany w bazylice św. Piotra.